# Староградский сельсовет
Староградский сельсовет — административная единица на территории Кормянского района Гомельской области Республики Беларусь. Административный центр — деревня Староград.

## История
В состав Староградского сельсовета входили посёлки до 1939 года Мышевка, до 1940 года Загалковье, Криничный (в настоящее время не существуют).

## Состав
Староградский сельсовет включает 7 населённых пунктов:
- Берестовец — деревня
- Задубье — деревня
- Лубянка — деревня
- Пасека-Слободка — деревня
- Петравичи — деревня
- Староград — деревня
- Хизов — агрогородок